# Catalaanse Republiek
De Catalaanse Republiek (Catalaans: República Catalana), ook bekend als de Catalaanse Staat (Catalaans: Estat Català), is een niet-erkende staat, die zichzelf diverse keren in de geschiedenis heeft uitgeroepen als onafhankelijk.
De regio ligt in het noordoosten van het Iberisch Schiereiland, met als hoofdstad Barcelona, en komt territoriaal overeen met Catalonië.
De onafhankelijke Catalaanse staat werd minstens vijf keer uitgeroepen:
- In 1641 door Pau Claris i Casademunt
- In 1873 door Baldomer Lostau i Prats als 'Catalaanse Staat'
- In 1931 door Francesc Macià i Llussà als 'Catalaanse Republiek binnen de Iberische Federatie'
- In 1934 door Lluís Companys i Jover als 'Catalaanse Staat binnen de Spaanse Federale republiek'
- In 2017 door het Catalaans Parlement als een onafhankelijke, democratische en soevereine Catalaanse Republiek[1]

## De Catalaanse Republiek (1640-1641)
Op 10 september 1640 riep de president van de Generalitat, Pau Claris, de Junta de Braços (Staten-Generaal) bijeen naar Nederlands model, als reactie op het machtsvacuüm veroorzaakt door de moord op de onderkoning van Catalonië tijdens de gebeurtenissen van Corpus de Sang (7 juni 1640), dat de Maaiersopstand met de Spaanse monarchie uitlokte. De Staten-Generaal oefenden de soevereine macht uit in het Vorstendom Catalonië, richtten hun eigen gerechtshoven, belastingen en een eigen Catalaans leger op, terwijl ze diplomatieke contacten met Frankrijk onderhielden.
De Catalaanse Republiek werd op 17 januari 1641 door Pau Claris uitgeroepen met als doel de volledige onafhankelijkheid van Catalonië te vestigen. De Staten-Generaal geleid door Pau Claris stelde Louie XIII van Frankrijk aan als graaf van Barcelona, waardoor het Vorstendom Catalonië onder de Franse soevereiniteit werd gebracht.Toen Lodewijk XIII overleed in 1643, volgde Lodewijk XIV van Frankrijk (de kroonprins) hem op in 1652, hij lijfde Catalonië in bij het Spaanse koninkrijk.

## De Catalaanse Staat (1873)
De Catalaanse Staat werd op 9 maart 1873 opnieuw uitgeroepen in Barcelona Provinciale Deputatie van Barcelona als onderdeel van de Spaanse Federale Republiek.

## De Catalaanse Staat (1934)
Op 6 oktober 1934 riep de president van de Generalitat Catalonië, Lluís Companys, de Catalaanse staat in de Spaanse Federale Republiek uit. De gebeurtenis was onderdeel van een semi-opstandelijke beweging van linkse groepen tegen de nieuwe Spaanse rechtse republikeinse regering onder leiding van Alejandro Lerroux. Destijds werd de CEDA, Spaanse Confederatie van Autonome Rechtse Partijen als fascistisch beschouwd. Alejandro Lerroux en anderen waren bang voor een tweede nazi-Duitsland. De Catalaanse staat in de Spaanse Federale Republiek werd snel opgeheven door de Spaanse regering onder generaal Domènec Batet, hoofd van de IV Organische Divisie in Catalonië.

## De Catalaanse Republiek (2017)

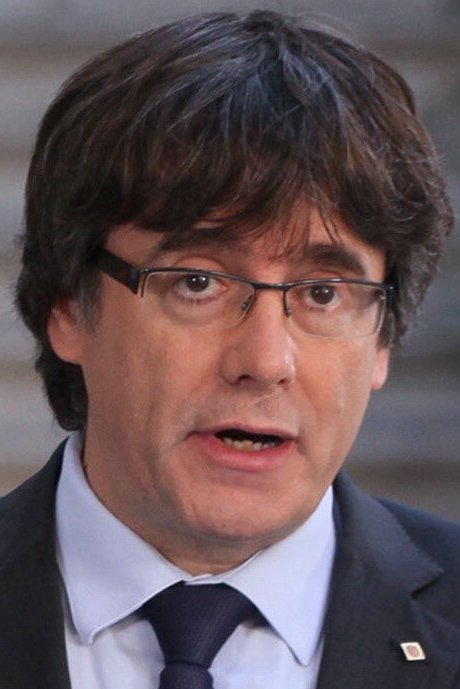
Carles Puigdemont (2017)

Op 1 oktober 2017 werd door de regionale overheid van Catalonië een referendum over de onafhankelijkheid van Catalonië gehouden. Uiteindelijk kwam 42% van de stemgerechtigden opdagen, 90% van hen stemde voor afscheiding. De eenzijdige onafhankelijkheidsverklaring vond plaats op 27 oktober 2017; sindsdien is de status van de regio onderwerp van geschil tussen de Generalitat de Catalunya, die Catalonië als een onafhankelijke republiek beschouwt en de constitutionele monarchie Spanje, waarvan Catalonië, zowel juridisch, als de facto een autonome regio is. Als reactie op de onafhankelijkheidsverklaring stelde de Spaanse wetgever artikel 155 van de Spaanse grondwet in werking, ter terugname van de Catalaanse autonomie. Minister-president Puigdemont vluchtte hierna, samen met enkele van zijn ministers, naar Brussel.
In december van 2017 vonden er opnieuw verkiezingen plaats in Catalonië, deze keer uitgeroepen door premier Rajoy. Op 21 december 2017 behaalden de partijen voor onafhankelijkheid van Catalonië een overwinning, tijdens vervroegde regio-verkiezingen. Door het electoraal systeem werd wel een meerderheid in zetels behaald door de partijen voor onafhankelijkheid, maar zij vertegenwoordigen een minderheid van de kiezers.
De Catalaanse Republiek is vooralsnog door geen enkel land erkend.
Op 23 maart 2018 heeft het Spaanse hooggerechtshof in de rechtszaak tegen de leiders van het Catalaanse onafhankelijkheidsproces 25 Catalaanse leiders aangeklaagd voor rebellie. In de eerste twaalf zaken is reeds uitspraak gedaan op 14 oktober 2019. Negen van de twaalf aangeklaagden zijn veroordeeld tot gevangenisstraffen tussen de negen en twaalf jaar, de andere drie tot een zware geldboete.

## Galerij

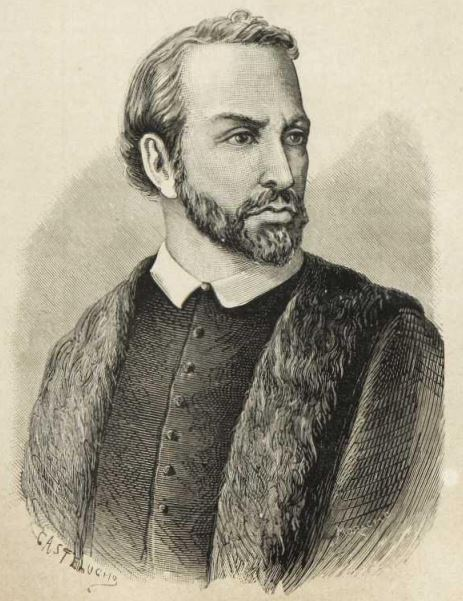
Pau Claris i Casademunt (1586 – 1641)
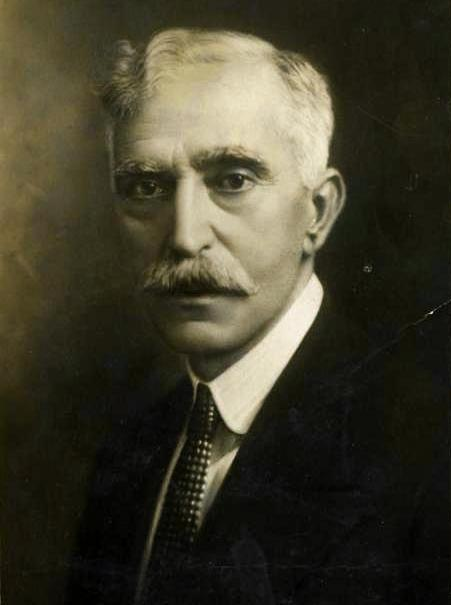
Francesc Macià (1859-1933)
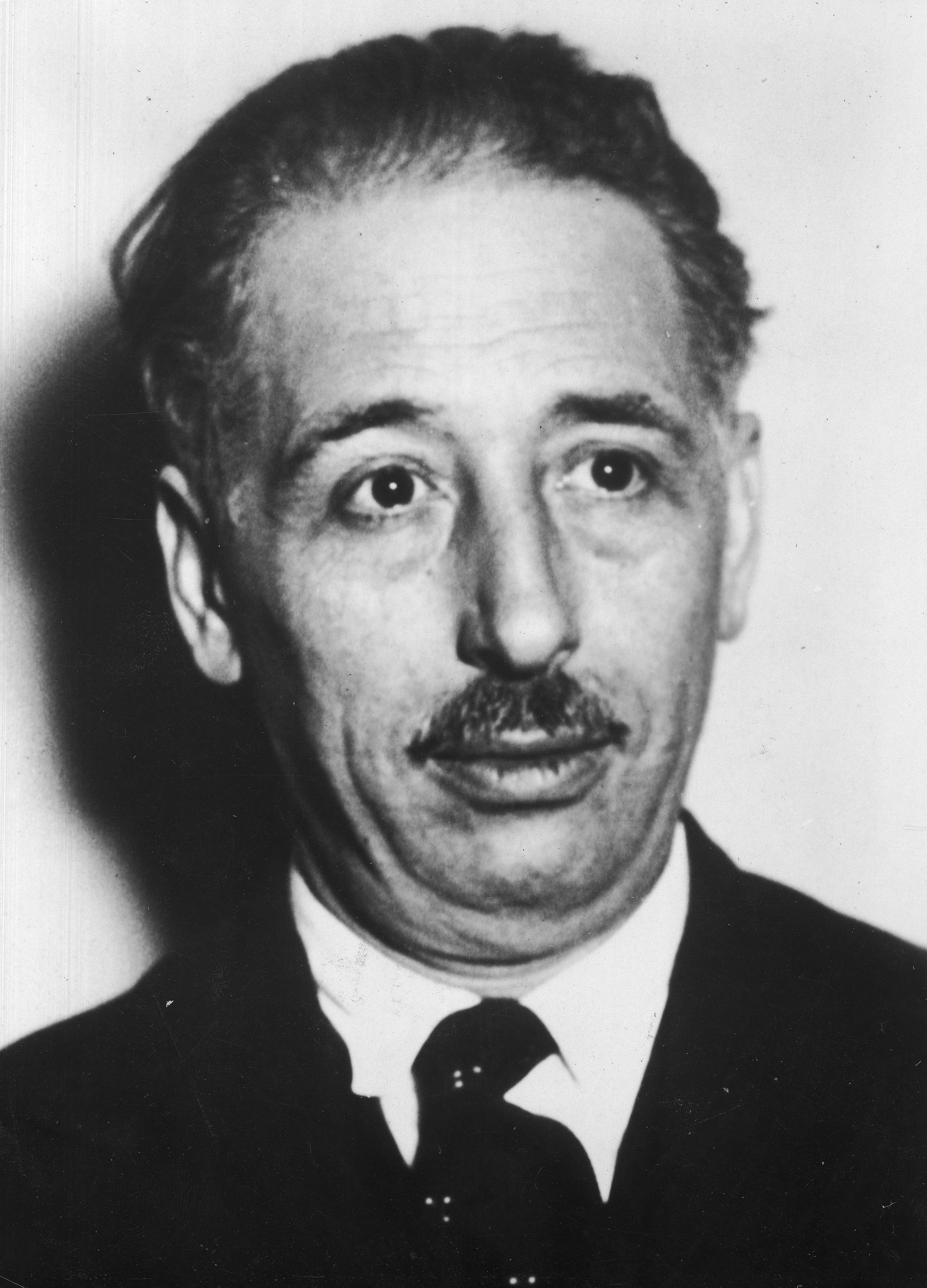
Lluís Companys (1882-1940)
- Kopie van de Proclamatie van de Catalaanse Republiek gepubliceerd op de middag van 14 april
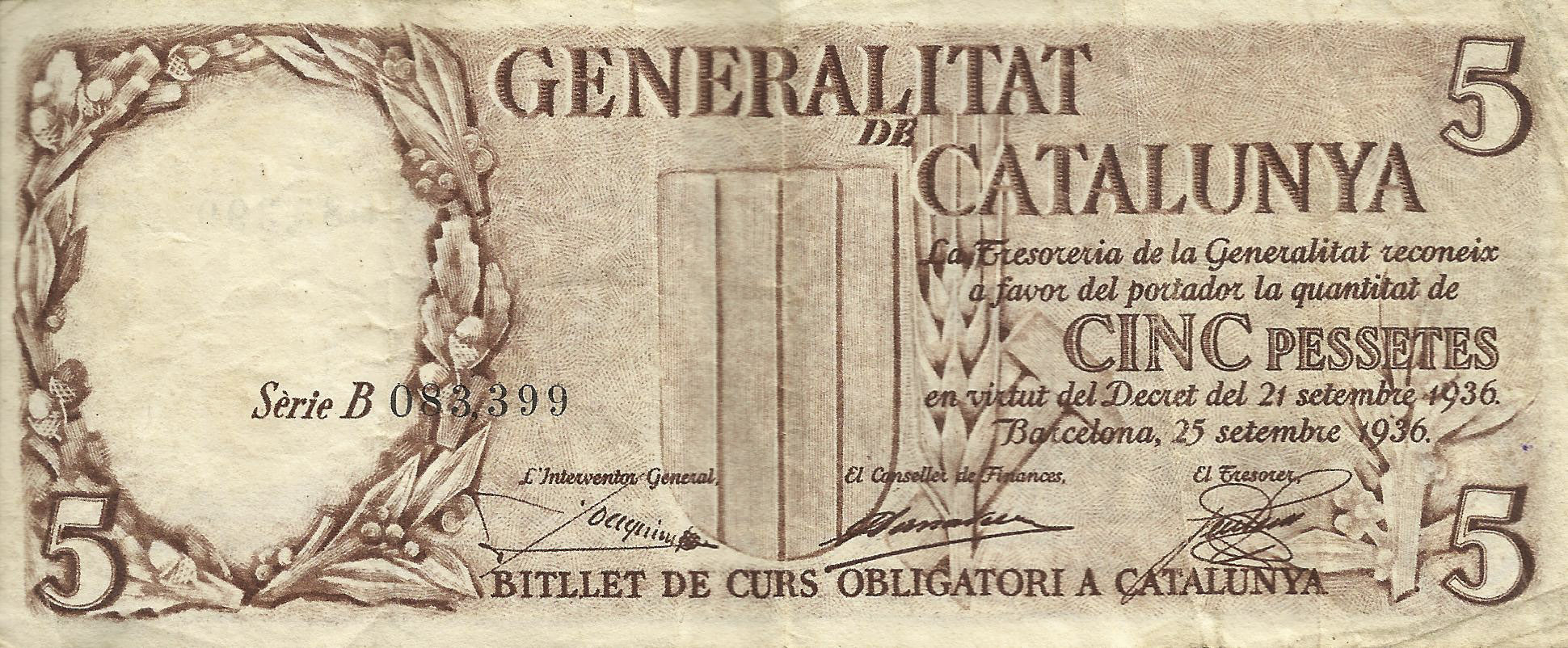
Bankbiljet van de Generalitat de Catalunya uit 1936